# Grand Prix Formule 1 van Australië 2004
De Grand Prix Formule 1 van Australië 2004 werd gehouden op 7 maart 2004 op Albert Park in Melbourne.

## Uitslag
| Positie | Nummer | Rijder               | Team               | Ronden | Tijd/Opgave | Startplaats | Punten |
| ------- | ------ | -------------------- | ------------------ | ------ | ----------- | ----------- | ------ |
| 1       | 1      | Michael Schumacher   | Scuderia Ferrari   | 58     | 1:24:15.757 | 1           | 10     |
| 2       | 2      | Rubens Barrichello   | Scuderia Ferrari   | 58     | +13.605     | 2           | 8      |
| 3       | 8      | Fernando Alonso      | Renault            | 58     | +34.673     | 5           | 6      |
| 4       | 4      | Ralf Schumacher      | Williams-BMW       | 58     | +1:00.423   | 8           | 5      |
| 5       | 3      | Juan Pablo Montoya   | Williams-BMW       | 58     | +1:08.536   | 3           | 4      |
| 6       | 9      | Jenson Button        | BAR-Honda          | 58     | +1:10.598   | 4           | 3      |
| 7       | 7      | Jarno Trulli         | Renault            | 57     | +1 Ronde    | 9           | 2      |
| 8       | 5      | David Coulthard      | McLaren - Mercedes | 57     | +1 Ronde    | 12          | 1      |
| 9       | 10     | Takuma Sato          | BAR-Honda          | 57     | +1 Ronde    | 7           |        |
| 10      | 11     | Giancarlo Fisichella | Sauber - Petronas  | 57     | +1 Ronde    | 14          |        |
| 11      | 15     | Christian Klien      | Jaguar Racing      | 56     | +2 Rondes   | 19          |        |
| 12      | 16     | Cristiano da Matta   | Toyota             | 56     | +2 Rondes   | 13          |        |
| 13      | 17     | Olivier Panis        | Toyota             | 56     | +2 Rondes   | 18          |        |
| 14      | 19     | Giorgio Pantano      | Jordan-Ford        | 55     | +3 Rondes   | 16          |        |
| Ret     | 12     | Felipe Massa         | Sauber - Petronas  | 44     | Motor       | 11          |        |
| Ret     | 18     | Nick Heidfeld        | Jordan-Ford        | 43     | Transmissie | 15          |        |
| NC      | 20     | Gianmaria Bruni      | Minardi - Cosworth | 43     | +15 Rondes  | 20          |        |
| Ret     | 14     | Mark Webber          | Jaguar Racing      | 29     | Transmissie | 6           |        |
| Ret     | 21     | Zsolt Baumgartner    | Minardi - Cosworth | 13     | Elektrisch  | 17          |        |
| Ret     | 6      | Kimi Räikkönen       | McLaren - Mercedes | 9      | Motor       | 10          |        |

## Wetenswaardigheden
- Rondeleiders: Michael Schumacher 58 (1-58).
- Dit was de eerste 1-2 van Ferrari sinds de Grand Prix van Japan 2002.

## Statistieken
| Snelste ronde | Michael Schumacher | Scuderia Ferrari | 1:24.125 |

## Noot
- Dit was het debuut van de Oostenrijkse coureur Christian Klien en de Italiaanse coureurs Giorgio Pantano en Gianmaria Bruni.
- Vijfde podiumplaats voor Fernando Alonso.
- Michael Schumacher wist zijn record uit te breiden door de Grote Prijs van Australië voor de vierde keer te winnen (eerdere overwinningen in 2000, 2001, en 2002).

1949 · 1985 · 1986 · 1987 · 1988 · 1989 · 1990 · 1991 · 1992 · 1993 · 1994 · 1995 · 1996 · 1997 · 1998 · 1999 · 2000 · 2001 · 2002 · 2003 · 2004 · 2005 · 2006 · 2007 · 2008 · 2009 · 2010 · 2011 · 2012 · 2013 · 2014 · 2015 · 2016 · 2017 · 2018 · 2019 · 2020 · 2021 · 2022 · 2023 · 2024 · 2025